# Laphria vorax
Laphria vorax är en tvåvingeart som först beskrevs av Stanley Willard Bromley 1929.  Laphria vorax ingår i släktet Laphria och familjen rovflugor. Inga underarter finns listade i Catalogue of Life.